# Zirkumposition
Eine Zirkumposition (auch: Circumposition, Klammer-Präposition, umklammernde Präposition) ist in der Grammatik eine Adposition (Präposition im weiteren Sinne), die aus zwei Teilen besteht und ihre Ergänzung so von beiden Seiten umgibt. Man kann sie auch als ein zusammengehöriges Paar aus einer Präposition (im engeren Sinne) und einer Postposition ansehen; sie besitzen jedoch als Paar eine eigenständige Bedeutung.

## Beispiele
- „um Himmels willen“
- „von diesem Zeitpunkt an“
- „von Amts wegen“
- (Versicherung) „an Eides statt“, (Annahme) „an Kindes statt“

Bei einer echten Zirkumposition sind beide Teile dem umklammerten Wort zugeordnet, so dass die Zirkumpositionalphrase als selbständig und abgeschlossen betrachtet werden kann.

## Problemfälle
Es werden manchmal auch Phrasen wie „zum Schutz gegen“ als zirkumpositionale Ausdrücke angesehen, was jedoch inkorrekt ist. Die zweite Adposition ist eine Präposition, welcher noch ein zweites Substantiv zugeordnet werden muss („zum Schutz gegen den Feind“), die Phrase ist also noch nicht vollständig. In dem Beispiel bilden „gegen“ und „den Feind“ eine Präpositionalphrase, welche als Attribut von dem Substantiv „Schutz“ abhängt. Dieses Substantiv wiederum bildet mit „zum“ selbst auch einen präpositionalen Ausdruck. Es handelt sich also um zwei (anfangs unvollständige) verschachtelte Präpositionalphrasen und nicht um eine Zirkumposition.
Strittig ist es auch, „auf den Berg hinauf“ und ähnlich konstruierte Ausdrücke als zirkumpositional zu bezeichnen. Es handelt sich hierbei (wenn die Bedeutung dieselbe ist wie „hinauf auf den Berg“) um ein Adverb, „hinauf“, welches durch eine weitere Adpositionalphrase, „auf den Berg“, genauer bestimmt wird; vergleiche auch „dort hinauf“. Bezeichnet der Ausdruck jedoch eine terminative Verstärkung der Bewegung nach oben, so handelt es sich um eine echte Zirkumposition.